# Liste der Mitglieder des liechtensteinischen Landtags (1949)
Diese Liste führt die Mitglieder des Landtags des Fürstentums Liechtenstein auf, der aus den Wahlen am 6. Februar 1949 hervorging.

## Zusammensetzung
Von 3285 Wahlberechtigten nahmen 3022 Personen an der Wahl teil (92,0 %). Von den abgegebenen Stimmen waren 2937 gültig. Die Stimmen und Mandate verteilten sich in den beiden Wahlkreisen – Oberland und Unterland – wie folgt:
| Partei                              | Stimmen  | Stimmen   | Stimmen   | Stimmen       | Sitze    | Sitze     | Sitze     |
| ----------------------------------- | -------- | --------- | --------- | ------------- | -------- | --------- | --------- |
| Partei                              | Oberland | Unterland | insgesamt | Stimmenanteil | Oberland | Unterland | insgesamt |
| Fortschrittliche Bürgerpartei (FBP) | 935      | 620       | 1555      | 52,93 %       | 4        | 4         | 8         |
| Vaterländische Union (VU)           | 1018     | 365       | 1383      | 47,07 %       | 5        | 2         | 7         |

## Liste der Mitglieder
| Name                | Fraktion | Wahlkreis | Stimmen | Bemerkung                                  |
| ------------------- | -------- | --------- | ------- | ------------------------------------------ |
| Wendelin Beck       | VU       | Oberland  | 1040    |                                            |
| Fidel Brunhart      | FBP      | Oberland  | 931     |                                            |
| Heinrich Brunhart   | VU       | Oberland  | 1021    | starb 1950, Franz Vogt rückte für ihn nach |
| Oswald Bühler       | FBP      | Unterland | 578     |                                            |
| Johann Georg Hasler | VU       | Unterland | 380     |                                            |
| Tobias Jehle        | FBP      | Oberland  | 915     |                                            |
| Josef Marxer        | VU       | Unterland | 380     |                                            |
| Rudolf Marxer       | FBP      | Unterland | 570     |                                            |
| Eduard Oehri        | FBP      | Unterland | 566     |                                            |
| Alois Ritter        | VU       | Oberland  | 1057    |                                            |
| Engelbert Schädler  | FBP      | Oberland  | 905     |                                            |
| Eugen Schädler      | FBP      | Unterland | 594     |                                            |
| David Strub         | FBP      | Oberland  | 934     | Landtagspräsident                          |
| Alois Vogt          | VU       | Oberland  | 967     |                                            |
| Johann Wachter      | VU       | Oberland  | 993     |                                            |

## Liste der Stellvertreter
| Name                | Fraktion | Wahlkreis | Anmerkung | Bemerkung                              |
| ------------------- | -------- | --------- | --------- | -------------------------------------- |
| Johann Beck         | FBP      | Oberland  | 876       |                                        |
| Emil Falk           | FBP      | Oberland  | 875       |                                        |
| Johann Georg Hasler | FBP      | Unterland | 463       |                                        |
| Alois Hassler       | VU       | Unterland | 370       |                                        |
| Franz Hilbe         | VU       | Oberland  | 957       |                                        |
| Hugo Kind           | FBP      | Unterland | 432       |                                        |
| Josef Negele        | FBP      | Oberland  | 901       |                                        |
| Chrisostomus Oehri  | VU       | Unterland | 354       |                                        |
| Josef Sele          | VU       | Oberland  | 962       |                                        |
| Franz Vogt          | VU       | Oberland  | 967       | rückte 1950 für Heinrich Brunhart nach |